# ファーレン西九州
株式会社ファーレン西九州（ファーレンにしきゅうしゅう）は、長崎県・佐賀県を営業エリアとするフォルクスワーゲンのカーディーラー。

## 概要
長崎県・佐賀県を営業エリアとするフォルクスワーゲンのカーディーラー。長崎県・佐賀県を営業エリアとするマツダのディーラー「西九州マツダ」が運営する。

## 販売店
- フォルクスワーゲン長崎店 - 長崎県西彼杵郡時津町元村郷1100-3
- フォルクスワーゲン佐賀店 - 佐賀県佐賀市鍋島町森田87-1

## グループ会社
- 西九州マツダ株式会社 - 運営

- ブルーキャブグループ（Blue Cab Group）
  - 佐世保タクシー株式会社 - 長崎県佐世保市有福町203-1
  - みなとタクシー株式会社 - 長崎県長崎市上小島4-10-17
  - 有限会社三和タクシー - 長崎県長崎市為石町3181-5
  - あじさいタクシー - 長崎県西彼杵郡長与町吉無田郷505-2
  - 西福岡タクシー株式会社 - 福岡県福岡市西区横浜1-42-8
- 株式会社トーヨー総業 - 長崎県佐世保市有福町203-1